# Asociación Potosina de Ejecutivos en Relaciones Industriales
APERIAC como es principalmente conocida o la Asociación Potosina de Ejecutivos en Relaciones Industriales, A.C. tiene como principal objetivo el intercambio de experiencias y conocimientos en el área de Relaciones Industriales, Recursos Humanos, Capital Humano o Administración de Personal.
Es una Asociación Civil que busca fomentar la función de Relaciones Industriales dentro de las empresas, coadyuvar con otros organismos educativos e industriales, ampliar y proyectar el principio de solidaridad en las Relaciones Industriales, concienciar a la comunidad de la importancia y el valor que tiene la Calidad Humana para mejorar la relación, empresa-trabajador así como orientar a las Instituciones que realicen eventos de Relaciones Industriales mediante opiniones y sugerencias pertinentes.
Nace en San Luis Potosí el 9 de febrero de 1977 y desde entonces ha sido el ambicioso proyecto de crecimiento profesional y técnico basado en sus objetivos y con intereses de apoyo a la comunidad industrial y social. Miembro de Comari.

## Misión
APERIAC tiene como visión:
"Contribuir en la integración de los Socios, enriqueciendo y consolidando la función de Recursos Humanos, basándonos en la ética y Calidad Humana, proporcionando servicios que excedan sus expectativas a través de una filosofía de mejora continua, estableciendo alianzas estratégicas con Instituciones del Sector Privado"

## Valores
- ÉTICA
- INNOVACIÓN
- LEALTAD
- CALIDAD
- TRABAJO EN EQUIPO

## Presidentes de APERIAC
- Hugo Federico Piñeyro Piñeyro (1977)
- Jose Luis Barrón Lechuga (1978)
- Juan Francisco Aguilar López (1978-1979)
- Rafael Martínez Mendoza (1979-1980)†
- Alfonso Rodríguez del Ángel (1980-1981)
- Luis Virgilio Gómez Calzada (1981-1982)
- Mario Alberto Faz Cruz (1982-1983)
- José Luis González Flores (1983-1984)
- Carlos Colunga Dávila (1984-1986)
- Jorge Harold Bretherton (1986-1987)†
- Roberto Méndez Chávez (1987-1988)
- Juan Pablo Aranda Ávila (1988-1989)
- Enrique Díaz de León Calderón (1989-1990)
- Antonio Camacho Rodríguez (1990-1991)
- Alfonso Leura Hernández (1991-1992)
- Juan Díaz de León Díaz de León (1992-1993)
- José Luis Jeréz Fuentes (1993-1994)
- Jorge Luis Jaime Cisneros (1994-1996)
- Arturo Tobias (1996-1997)
- Fernando Yáñez Islas (1997-1998)
- René Antonio Nuñez Hurtado (1998-1999)
- Roberto Rangel Torres (1999-2000)
- Israel Hernández Arriaga (2000-2001)
- Gladys Margarita López López (2001-2002)
- José Alfredo Alonso Medellín (2002-2004)
- Jesús Lara Terán (2005-2006)
- Luis Ramón Delgado de Santos (2007)
- Ruth Gabriela Moreno Garcia (2008-Actual)